# あっぱれさんま大先生
『あっぱれさんま大先生』（あっぱれさんまだいせんせい）は、フジテレビ系列で放送されたフジテレビ制作のバラエティ番組。および同番組のテーマソングであり、出演者の明石家さんまが歌うシングルCDのタイトルでもある。

## 概要
明石家さんま（先生）と子供（生徒）たちによるスタジオトークを中心に様々な企画を展開していた番組で、アニメ『魁!!男塾』の後番組として1988年11月21日に月曜19:00枠にて放送開始（この枠はローカルセールス枠だったため、関西テレビやテレビ大分など、一部ネット局では未放送か異時ネットだった。）。また、ナレーション（ワシャガエル）は富田耕生（2020年9月27日没）が長年担当してきた。没後の2023年の特番では出身者（2期生）である加藤諒が担当した。
放送開始から2年後の1990年10月21日に日曜13:00枠へ移動し、さらにそれから4年半後の1995年4月27日に『木曜ファミリーランド』の枠縮小を受けて木曜19:00枠へ移動したが、1996年3月21日放送分をもって番組リニューアルのために子供たちを全員卒業させた（第1期終了）。余談だが、木曜日19時台前半放送時代の1年間に限り、ネットワークセールス枠でフルネット放送されていた。
その後、『やっぱりさんま大先生』と改題して日曜13:00枠へ再移動し、同タイトルで2000年3月19日まで放送されたが、同年4月2日放送分からは再度『あっぱれさんま大先生』へと戻り、新キャラクターである「海千山千人」（声は引き続き富田耕生が担当）が登場し、2003年10月19日まで放送（第2期）。その翌週の10月26日からは内容を大幅にリニューアルし、『さんま大先生が行く!』というタイトルで放送された。キャラクターは「旅ガラス」（声は引き続き富田耕生が担当）に交代した。それまではさんまがスタジオで子供たちとトークをする方式だったが、同番組ではさんまが各地の小学校へ行くという方式に改められた。
2004年11月7日に放送を開始した『あっぱれ!!さんま大教授』では、それまでの「子供たちとの絡み」を中心としてきた内容を改めた。以後は毎回テーマを設定し、それに関する調査を基にゲストを招いてトークするという内容で放送された。

## 同窓会企画
1988年から1996年までのいわゆる第1期生のみ、大まかに分けて2023年7月1日までに現時点で計3度、さまざまな形態として同窓会企画が行われている。
- #1 - 1997年3月30日に『やっぱりさんま大先生あっぱれ卒業生大集合スペシャル』を放送。番組には第1期あっぱれメンバーだった山崎裕太、内山信二、中武佳奈子、有田気恵、高橋章久、住吉ちほ、村岡綾佳、小嶋亜由美、須藤実咲、矢川菜穂美、福長康一、湯山絵梨、鳴海晃司、バイオリン、前田愛、御手洗リカ、ジャングル、小林加奈がスタジオ出演した。前半はあっぱれ学園ではなくやっぱり学園の教室セットにあっぱれ時代最終メンバー全員を募って近況報告会が行われ、後半ではやっぱり・あっぱれ質問合戦と題して、あっぱれ学園卒業生とやっぱり学園生徒の初共演トークが行われた。あっぱれ学園メンバーのうち、前田がスケジュールの都合により教室の途中で退席している。番組内ではあっぱれ学園メンバー達の過去の映像が放送されたほか、中武、須藤、鳴海は各々が出演するCMや別の出演番組の映像が紹介された。

- #2 - 1999年4月11日に『あっぱれ&やっぱりさんま大先生・新学期&同窓会スペシャル』を放送。番組には第1期あっぱれメンバーだった山崎裕太、中武佳奈子、有田気恵、村岡綾佳、小嶋亜由美、住吉ちほ、高橋章久、須藤実咲、矢川菜穂美、福長康一、湯山絵梨、鳴海晃司、バイオリン、前田愛、御手洗リカ、小林加奈がスタジオ出演、内山信二はレポーターとして出演した。教室、2年ぶりのやっぱり・あっぱれ質問合戦、山崎裕太と前田愛をゲストにやっぱりメンバー主演のさんま監督によるショートドラマ、エンディングにあっぱれとやっぱりメンバーによる記念樹歌唱の順の構成で番組が行われた。この会での教室では、この日だけのためにあっぱれで使用されていたセットを3年ぶりに使用した。あっぱれ学園メンバーのうち、先述の通り内山がスケジュールの都合により出演することかできず、やっぱり学園側メンバーの男子ひとりと事前収録によるレポーターとして登場した。

- #3 - 2023年7月1日午後3時30分から特別番組『あっぱれさんま大先生2023同窓会スペシャル』を放送[1]。番組には第1期あっぱれメンバーだった山崎裕太、内山信二、中武佳奈子、歌代未央、村岡綾佳、小嶋亜由美、増川浩行、矢川菜穂美、福長康一、湯山絵梨、上野秀樹、鳴海晃司がスタジオ出演[2]、前田愛がビデオ出演した[3]。放送日の7月1日はさんまの誕生日であり、番組内ではあっぱれ学園メンバー達からさんまに誕生日プレゼントを渡したほか、過去の映像が放送された[4]。この3回目の同窓会SPはフジテレビ側ではなく、山崎が企画を立ち上げた[5]。

## 主なコーナー
- あっぱれ相談室
- あっぱれホームルーム
- あっぱれ隊が行く
- あっぱれ教室
- あっぱれニュースデスク
- あっぱれスポーツ
- ほか

## 主な出演者
- （）内はその後の活動内容および補足事項および現在。
- 【】内は呼び名

### 第一期あっぱれ卒業式までいたメンバー
1988年加入メンバー
- 山崎裕太（俳優）【ゆうた】
- 内山信二（タレント）【内山、うっちゃん】
- 中武佳奈子（タレント）【チャボ、かなちゃん、かなこちゃん】

1989年加入メンバー
- 有田気恵（引退）【きーちゃん】
- 小嶋亜由美（ラジオパーソナリティ）【あゆみちゃん】
- 住吉ちほ（タレント）【ちほちゃん】
- 高橋章久（引退）【あきひさ】

1990年加入メンバー
- 須藤実咲（引退）【みさきちゃん】
- 福長康一（引退）【福長】

1991年加入メンバー
- 湯山絵梨（引退）【えりちゃん】

1992年加入メンバー
- 矢川菜穂美（引退）【なおみちゃん】

1993年加入メンバー
- 鳴海晃司（引退）【むし】[6]
- 芝崎善紀（引退）【バイオリン】
- 村岡綾佳（引退）【あ～やん、あやかちゃん】

1994年加入メンバー
- 前田愛（女優、六代目中村勘九郎夫人）【あいちゃん】
- 永見林森（引退）【ジャングル】
- 御手洗リカ（引退）【りかちゃん】

1995年加入メンバー
- 小林加奈（引退）【かなちゃん】

### 第一期あっぱれ卒業式前に卒業したメンバー
1988年加入メンバー
- 薗田美樹（1988年11月 - 1990年4月）
- 根本卓哉（1988年11月 - 1991年1月）【たっくん】

1989年加入メンバー
- 榎園京（1989年5?月 - 1990年6?月）
- 安藤明子（1989年7月 - 1992年8月）
- 歌代未央（1989年7月 - 1994年4月）

1990年加入メンバー
- ジェイムス・ダカティ（弁護士）（1990年4月 - 1992年4月）
- 上野秀樹（1990年5月 - 1992年4月）【市役所】[6]
- 増川浩行（1990年5月 - 1993年3月）【ブランド】[6]

1992年加入メンバー
- 鹿志村綾（1992年4月 - 1994年4月）※故人（大学の階段から転落し、その後、亡くなった。死因は転落死とみられている。）
- 佐々木優作（1992年4月 - 1993年4月）【ごじゃるくん、ふじこくん】

### やっぱりさんま大先生・第二期あっぱれ

#### やっぱり加入メンバー
1996年加入メンバー
- 山口このみ（引退）（1996年4月 - 2003年10月）
- 花澤香菜（声優）（1996年4月 - 2000年3月）
- 落合扶樹（俳優）（1996年4月 - 2000年3月）
- 田中沙織（1996年4月 - 2000年3月）
- 三浦海（1996年4月 - 2002年3月）
- 三宅零治（バンド「OKAMOTO'S」ドラマー）（1996年4月 - 2003年10月）
- 永川謙（1996年4月 - 2000年6月）
- 宮崎立輝（1996年4月 - 2000年3月）
- 児玉真里奈（1996年4月）
- 愛甲麻友（1996年4月 - 1997年3月）
- 魚路和也（1996年4月 - 1997年3月）
- 魚路達也（1996年4月 - 1997年3月）
- 有富由仁（1996年4月 - 1997年3月）
- 野地十百香（1996年4月 - 1997年3月）
- 土肥亜紗美（タレント）（1996年4月 - 1997年3月）
- 真理子・リアン・フレイジー（1996年4月 - 1997年3月）
- 堤成美（1996年4月 - 1997年3月）
- 倉重美菜子（1996年4月 - 1997年3月）
- 神田将弘（1996年4月 - 1997年3月）
- 川畑隼平（1996年4月 - 1997年3月）
- 小野瀬輝（1996年4月 - 1997年3月）
- 井上翔太（1996年4月 - 1997年3月）
- 宍戸康太郎（1996年4月 - 1997年3月）
- 中山美勇士（1996年4月 - 1997年3月）
- 中山美勇也（1996年4月 - 1997年3月）

1997年加入メンバー
- 浅岡佐衣（1997年4月 - 2000年3月）
- 木村英美香（1997年4月 - 2001年3月）
- 谷口由記（1997年4月 - 2003年10月）

1998年加入メンバー
- 九嶋雄太（1998年4月 - 2000年3月）
- 中島玲奈（1998年4月 - 2000年3月）

1999年加入メンバー
- 森絵梨佳（女優）（1999年4月 - 2001年3月）
- 八武崎碧（声優）（1999年11月 - 2002年3月）※本名時代に出演。現在は悠木碧に芸名を改名し、歌手・声優業を中心に活動中。
- 渡辺彼野人（1999年11月 - 2002年3月）
- 大久保美輝（1999年12月 - 2002年3月）
- 岡田優佳（1999年12月 - 2003年10月）

#### 第二期あっぱれ加入メンバー
やっぱりからの移籍組
- 山口このみ
- 谷口由記
- 永川謙
- 三浦海
- 三宅零治
- 木村英美香
- 森絵梨佳
- 八武崎碧
- 渡辺彼野人
- 大久保美輝
- 岡田優佳

2000年加入メンバー
- 加藤諒（俳優）（2000年3月 - 2003年10月）
- 濱岡仁美（2000年7月 - 2003年10月）

2001年加入メンバー　　　
- 森輝弥（俳優）（2001年4月 - 2002年3月）
- 山瀬翠星（2001年9月 - 2002年3月）

2002年加入メンバー
- 逸見春菜（2002年4月 - 2003年10月）
- 安田望（2002年4月 - 2003年10月）
- 常藤雄之（2002年4月 - 2003年10月）
- 志村勇人（2002年4月 - 2003年10月）
- 志村玲那（2002年4月 - 2003年10月）
- 一條園美（2002年4月 - 2003年10月）
- 日高里菜（声優）（2002年4月 - 2003年10月）

2003年加入メンバー
- 丹羽紫央里（2003年4月）
- 阪本眞生（2003年4月）
- 藤原健太（2003年5月）
- 三輪嘉史（2003年5月）

### 第一期あっぱれ
- 前田亜季（女優）※前田愛の妹。家族の一人として番組出演歴有。

## 落選した芸能人
「普通の子」を入れるために、あえてプロっぽくない子を生徒として採用した。三宅恵介いわく「扉を開けてあいさつした子は全員落とした」という。
- えなりかずき
- ウエンツ瑛士
- 安達祐実
- 後藤久美子[8]

## スタッフ

### 第1期（1988年 - 1996年）
- 構成：大岩賞介、皆の笑い者達、詩村博史
- 音楽：小六禮次郎
- 振付：土居甫
- デザイン：山本修身
- タイトル：山形憲一
- プロデューサー：山縣慎司
- ディレクター：三宅恵介、窪田豊、竹石康晴、佐々木宗彦
- AD：渡辺琢（スタッフロールクレジットなし）他

### 第2期（2000年 - 2003年）
- プロデューサー：加茂裕治
- ディレクター：三宅恵介、窪田豊

### あっぱれさんま大先生2023同窓会スペシャル
- 企画：山崎裕太
- 構成：小山協子、大岩賞介
- タイトル：岩崎光明
- 技術協力：ニューテレス、fmt、IMAGICA
- 美術協力：フジアール、マルチバックス
- ディレクター：藤井貴代美、窪田豊、鈴木剛、杉野幹典
- プロデューサー：竹岡直弘、高橋味楓
- チーフプロデューサー：渡辺俊介
- 総合演出：三宅恵介

## テーマ曲

### オープニングテーマ
- あっぱれさんま大先生（作詞：3chanとみんな、作曲：6chan、唄：3chan）

### エンディングテーマ
- ボク知ってるョ（作詞：Cchan、作曲：Kchan、唄：4chan）
- 記念樹（作詞：天野滋、作曲：服部克久、唄：あっぱれ学園生徒一同）
- 未来のドア（作詞：天野磁、作曲：筒美京平、唄：あっぱれ学園生徒一同）
- 夏休み冬休み春休み（作詞：天野磁、作曲：大土井裕二、唄：あっぱれ学園生徒一同）

## CD

### ミニアルバム
- あっぱれさんま大先生キャンパスソング集（1992年12月2日）
- あっぱれさんま大先生キャンパスソング集～笑顔の季節～（1996年2月21日）

### シングル
- あっぱれさんま大先生（1988年12月28日）
- 夏休み冬休み春休み（1993年2月19日）

## 記念樹事件
エンディングテーマの「記念樹」が、それより前に書かれた「どこまでも行こう」（作詞・作曲：小林亜星）と類似したメロディだとして裁判になった。小林側は、訴訟提起中にもかかわらず「記念樹」を流したとしてフジテレビを提訴。裁判は小林の勝訴で確定し、フジテレビは以後「記念樹」を番組で使わないことを確約した。結果、同曲は2002年9月8日放送分から流れなくなり、代わりに最終回まで「未来のドア」が流された。

## 備考
- 関西テレビ2013年8月3日・フジテレビ8月17日放送分の『さんまのまんま』（ゲストは中村勘九郎・七之助兄弟）でさんまが語った内容によると、本番組（特に「あっぱれ相談室」コーナー）のヒントは、兄弟の父親でありさんまの親友であった中村勘三郎が6歳の頃（当時は五代目勘九郎）に三木のり平と共演していたラジオ番組『勘九郎・のり平の大人の幼稚園』（1961年、ニッポン放送）であったという[9]。また、本番組卒業生の前田愛が六代目勘九郎と結婚したことについて、さんまは不思議な巡り合わせに「気持ち悪いわぁ」とコメントした[10]。
  - 上記内容については、当時番組でディレクターを務めた三宅恵介（2022年現在エグゼクティブディレクター）も語っている。三宅によると、さんまと交流のあった女優・岸田今日子が「面白いものがある」と、1本のカセットテープを渡した。そのテープに録音されていたのがラジオ番組『勘九郎・のり平の大人の幼稚園』であった。梨園に育ち、同年代の子どもより少々生意気な口を利く浮世離れした幼稚園児と、それに対してのらりくらりと相槌を打ちながら番組を進行していくシュールな掛け合いが大変面白く、さんまは三宅にもテープを聞かせたことが番組を立ち上げる切っ掛けになったという[11]。
- 1995年4月からの木曜ゴールデンタイム時代にはプロ野球中継と重なることが多く、その際には本番組の放送は休止にされていたが、その一方で野球が雨天中止になった場合に備え、「あっぱれ雨の特別企画」という企画の収録も行われていた。しかし、雨天中止になったことは一度も無く、この企画の収録分はお蔵入りとなった。
- 第1期の放送が1996年3月に終了して以来、さんまをメインに据えたフジテレビ制作のゴールデンタイムのレギュラー番組は長年存在しなかった（プライムタイム枠では1999年10月から2001年9月まで『明石家マンション物語』が、2001年10月から2002年3月まで『明石家ウケんねん物語』が放送されていた）が、2010年10月に同じくさんまが司会を務める『ホンマでっか!?TV』が月曜23時枠（『バラパラ』枠）から水曜21時枠へ移動した。これにより、さんまは14年7か月ぶりにフジテレビのゴールデンタイムに復帰した。
- 第1期については1997年春と1999年春の2回、同窓会スペシャルが組まれ近況報告会と後継のやっぱりメンバーとのトークが行われた。しかし各々のメンバーそれぞれの子役及び芸能界引退等があり、さんまの他、芸能人として残った内山信二と山崎裕太が断続的にトーク番組やラジオ番組で思い出としてあっぱれさんま大先生について語る場はあったが、番組が再度の具体化することはなかった。しかしながら2022年7月、山崎裕太のYouTubeチャンネルにて裕太が発起人となりあっぱれシリーズを展開し、テレビでの同窓会スペシャル1度復活を目標に展開していくことを決意している。2022年11月には内山信二とともに三宅恵介のもとを訪れ、経緯説明と思い出を語っている。そして2023年5月26日の配信において、6月中旬にあっぱれについて良い報告が間違いなくできると表明後、フジテレビの平日昼帯番組「ぽかぽか」同年6月19日放送に内山と共にゲスト出演。さんまの誕生日でもある7月1日に「あっぱれさんま大先生2023同窓会スペシャル」が放送された（関東地区は『土曜スペシャル』枠で放送）。
- 花澤香菜・悠木碧・日高里菜という声優で有名な3人が子役時代に当番組シリーズに出演していた（上記「主な出演者」の1996～2002年欄参照）。尚、悠木碧のみ出演当時は本名の八武崎碧で活動していた。